# Netolice
Netolice é uma cidade checa localizada na região da Boêmia do Sul, distrito de Prachatice.